# ان‌جی‌سی ۲۶
ان‌جی‌سی ۲۶ (به انگلیسی: NGC 26) یک کهکشان مارپیچی است که در صورت فلکی اسب بالدار قرار دارد.

## پیوند به بیرون

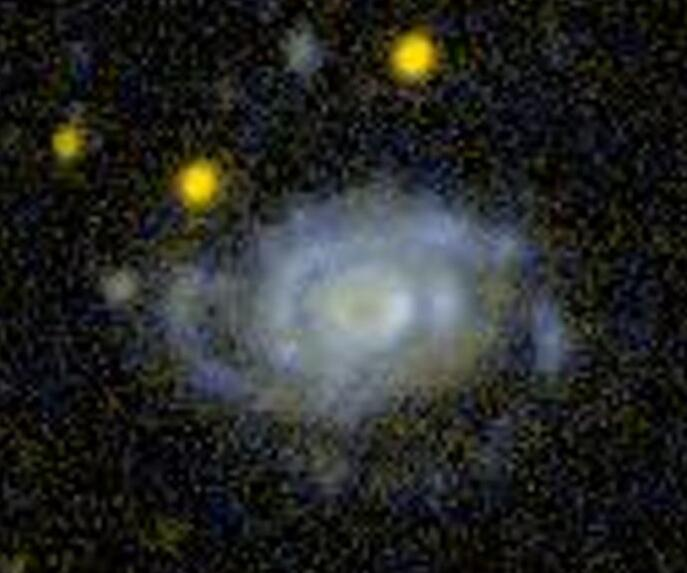
کهکشان ان‌جی‌سی ۲۶ (فرابنفش)